# District de Moudon
1798–2007
Entités précédentes :
- Bailliage de Moudon
- Bailliage d'Yverdon
- Bailliage de Lausanne

Entités suivantes :
- District du Gros-de-Vaud
- District de la Broye-Vully

Le district de Moudon est l'un des 19 anciens districts du canton de Vaud.
Il disparaît le 1er janvier 2008 à la suite de la réorganisation territoriale du canton de Vaud, les communes le composant se répartissant entre le nouveau district du Gros-de-Vaud pour Boulens, Chapelle-sur-Moudon, Correvon, Denezy, Martherenges, Montaubion-Chardonney, Neyruz-sur-Moudon, Ogens, Peyres-Possens, Saint-Cierges, Sottens, Thierrens, Villars-Mendraz, et le nouveau district de la Broye-Vully pour les autres.

## Communes
- Cercle de Lucens :
  - Brenles
  - Chesalles-sur-Moudon
  - Cremin
  - Curtilles
  - Denezy
  - Dompierre
  - Forel-sur-Lucens
  - Lovatens
  - Lucens
  - Neyruz-sur-Moudon
  - Oulens-sur-Lucens
  - Prévonloup
  - Sarzens
  - Villars-le-Comte

- Cercle de Moudon :
  - Bussy-sur-Moudon
  - Chavannes-sur-Moudon
  - Hermenches
  - Moudon
  - Rossenges
  - Syens
  - Vucherens

- Cercle de Saint-Cierges :
  - Boulens
  - Chapelle-sur-Moudon
  - Correvon
  - Martherenges
  - Montaubion-Chardonney
  - Ogens
  - Peyres-Possens
  - Saint-Cierges
  - Sottens
  - Thierrens
  - Villars-Mendraz